# Roberto Caló
Roberto Caló (Francisco Caló, * 26. April 1913 in Buenos Aires; † 26. April 1985) war ein argentinischer Tangopianist, Bandleader, Komponist, Sänger und Schauspieler.

## Leben
Caló hatte in seiner Kindheit Klavier- und Gesangsunterricht. Er debütierte als Jugendlicher mit dem Orchester seines Bruders Juan als Sänger und trat bei Radio La Nación auf. Als Solosänger debütierte er 1933 bei Radio Stentor und wechselte dann zu Radio Prieto und Radio París. 1935 engagierte ihn Jaime Jankelevich für Auftritte bei Radio Porteña, später Radio Mitre und schließlich Radio Belgrano. 1938 wechselte er als Nachfolger Alberto Morels zum Orchester seines Bruders Miguel, dem als Cellist ein weiterer Bruder, Armando Caló, angehörte. Mit dem Orchester nahm er Ende 1938 den Tango Dulce amargura und den Foxtrott Luces del puerto auf.
1941 trat er kurzzeitig mit seinem Bruder Juan als Duo auf und gründete dann ein eigenes Orchester, mit dem er durch die USA und Lateinamerika tourte. Nach seiner Rückkehr nach Argentinien 1945 arbeitete Caló ausschließlich als Bandleader eines Orchesters mit wechselnder Besetzung. Mit den Sängern Enrique Campos und Carlos Roldán trat er 1946 bei Radio Belgrano auf, mit deren Nachfolger Hugo del Cerro tourte er im Folgejahr durch Argentinien und Uruguay. 1948 war er mit den Sängern Oscar Larroca und Roberto Ray wieder bei Radio Belgrano, 1949 wechselte er, nunmehr mit Larroca und Alberto Santillán, zu Radio Splendid.
1951–52 spielte Caló mit seinem Orchester mehrere Aufnahmen beim Label Orfeo ein. 1953 begleitete er dort die Sängerin Azucena Maizani bei Studioaufnahmen. 1956 schloss sich Roberto Rufino dem Orchester an. Mit ihm spielte er bei RCA Victor eine Platte mit den Tangos Ladrillo (von Juan de Dios Filiberto und Juan Caruso) und Soñemos (von Roberto Caló und Reynaldo Yiso) ein. Der Erfolg der Platte führte zu Auftritten bei Radio El Mundo und in den Cabarets Maipú und Chanteclair. Ende 1957 begleitete Caló mit seinem Orchester die Sängerin Aída Denis bei Aufnahmen für RCA Victor.
Mit dem Aufkommen der Nueva Ola wurde die Situation für Tangomusiker zusehends schwieriger, und Caló beschloss, sein Orchester aufzulösen. Die meisten seiner Musiker wechselten zu seinem Bruder Miguel. Seinem Orchester hatten im Laufe der Jahre neben den genannten u. a. Carlos Rivera, Héctor De Rosas, Rodolfo Galé, Tito Reyes, Jorge De la Peña, Jorge Maciel, Raúl Lavalle und Carlos Barbé als Sänger, außerdem als Instrumentalisten Julio Medovoy, Osvaldo Berlingieri und Osvaldo Tarantino (Klavier), Ernesto Franco, Edelmiro D’Amario, Pedro Vidaurre, Juan Fleuri, Eduardo Rovira, Celso Amato, Julio Paso und Eliseo Marchese (Bandoneon), Leo Lipesker, Antonio Coronello, Raúl Garcés, José Lauces, Tito Besprovan, Simón Bajour, Simón Broiman, Teodoro Guisado und José Cattanzaro (Geige) sowie Enrique Designa und Enrique Marchetto (Kontrabass) angehört.

## Aufnahmen
- El metejón
- Selección de Aníbal Troilo (arrangiert von Julio Medovoy)
- Zorro gris
- Soy una fiera (von Francisco Martino)
- Cualquier cosa (von Juan Velich)
- Victoria (von Enrique Discépolo)
- Con la otra
- Canzoneta
- Ladrillo (von Juan de Dios Filiberto und Juan Caruso)
- Soñemos (von Roberto Caló und Reynaldo Yiso)
- Si vos no me querés
- Limosna de amor
- Luna Tucumana
- Frente al espejo
- Nápoles de mi amor
- Tango argentino

## Kompositionen
- Soñemos
- Después te perdí
- Te vi llegar
- No culpes al amor
- Colores
- En fa menor
- Flauteando